# Twelve Inches
Twelve Inches – kompilacja zespołu Frankie Goes to Hollywood z 2001 roku.

## Lista utworów
CD 1:
1. „Relax” (Sex Mix) – 16:24
2. „Two Tribes” (Hibakusha Mix) – 6:37
3. „Welcome to the Pleasuredome” (Fruitness Mix) – 12:14
4. „Rage Hard” (Stamped) – 4:59
5. „(Don't Lose What's Left) Of Your Little Mind” – 4:15
6. „Watching the Wildlife” (Die Letzten Tage Der Menscheit) – 10:15
7. „Warriors of the Wasteland” (Attack Mix featuring Gary Moore) – 6:32
8. „War” (Hidden) – 8:34
9. „Rage Hard” (Freddie Bastone Mix) – 7:01

CD 2:
1. „Welcome to the Pleasuredome” (Escape Act Video Mix) – 5:12
2. „Warriors of the Wasteland” (Attack Full Mix) – 9:56
3. „Two Tribes” (808 State Mix) – 5:09
4. „Disneyland” – 3:07
5. „Rage Hard” (Broad) – 8:42
6. „Watching the Wildlife” (Hotter) – 9:08
7. „Warriors of the Wasteland” (Turn of the Knife) – 8:10
8. „Power of Love '93” (Alternative Mix) – 5:10
9. „Relax” (Peter Rauhofers Doomsday Club Mix) – 10:17

Na wersji niemieckiej, wydanej przez Repertoire Records, ścieżki są ułożone w innej kolejności.

## Single
- 2001: „Relax Remixes"